# Abadía de Corbie

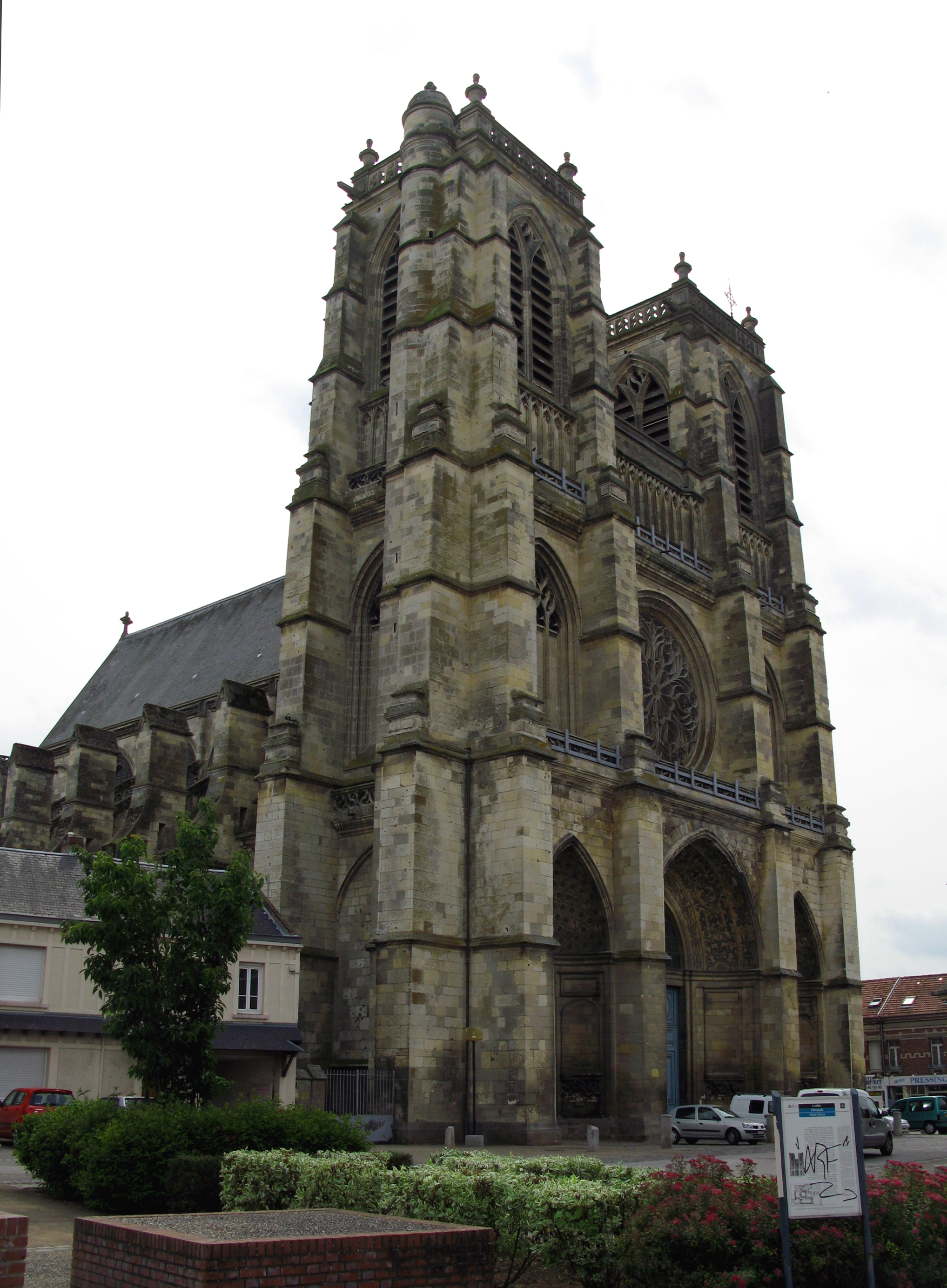
Vista de la fachada principal de la iglesia.

La abadía de Corbie, benedictina, fue fundada en 657 por Santa Batilda, esposa del rey merovingio Clodoveo II, en Corbie, Picardía, Francia. El condado se estableció en el siglo VII, siendo poseedores del título los abades. Durante el siglo VIII quedó ligada al imperio Carolingio.
Adelaida Capeto, hija de Roberto II de Francia el Piadoso, fue nombrada condesa de Corbie y aportó dominios señoriales del condado en la región flamenca a su marido el conde Balduino V de Flandes; Adelaida (también recordada como Adela) murió el 8 de enero de 1079.
El vizcondado existía hacia el año 1000. Hacia 1042 era vizconde Dreux, señor de Boves y Coucy. En 1070 fue ocupado por Gauthier III, conde de Amiens y Vexin; este lo cedió a la corona en 1074 pero compensó a Enguerrando, hijo de Dreux, con la cesión del usufructo del condado de Amiens. Enguerrando llegó a una transacción con la abadía el 23 de febrero de 1079, que tenía los derechos feudales del vizcondado, probablemente cuando su padre Dreux ya estaba muerto (murió entre 1076 y 1082).
Fue tomada por las tropas imperiales durante la guerra italiana entre 1536-1538 y nuevamente por los españoles, durante la guerra franco española entre el 15 de agosto y el 14 de noviembre de 1636.
Durante la Revolución francesa fue clausurada en 1790.
La iglesia de Saint Pierre de la Abadía, es una iglesia gótica, clasificada como monumento histórico desde el 7 de junio de 1919.